# NGC 180
NGC 180 (ook wel PGC 2268, UGC 380, MCG 1-2-39, ZWG 409.50 of IRAS00353+0821) is een balkspiraalstelsel in het sterrenbeeld Vissen.
NGC 180 werd op 29 december 1790 ontdekt door de Duits-Britse astronoom William Herschel.